# Marquesado de Rialp
El Marquesado de Rialp es un título nobiliario español concedido el 1710, por el Archiduque Carlos de Austria, bajo el señorío de Rialb, propiedad de la corona, al vizcondado de Castellbò, a Ramón de Vilana-Perles Camarasa.